# 丸山一仁
丸山 一仁（まるやま かずひと、1960年10月30日 - ）は、愛媛県上浮穴郡久万町（現:久万高原町）出身の元プロ野球選手（内野手）。右投左打。

## 経歴
愛媛県立上浮穴高等学校から近畿大学へ進み、4年春にはベストナインを受賞。1982年のプロ野球ドラフト会議でロッテオリオンズから5位指名を受け入団。大学の1年後輩に西浦敏弘がいた。
プロ1年目の1983年から一軍出場を果たすが、西村徳文が二塁手に定着すると一・二軍の往復が中心になる。1989年は開幕一軍メンバー入りしたが二塁手には堀幸一が台頭、大学の先輩である有藤道世監督から引導を渡されたことで、この年限りで現役を引退。
引退後もロッテ球団に留まり、球界初の金田正一監督付き専属広報担当（1990年）に就任。その後は二軍打撃・守備走塁コーチ補佐（1991年）、二軍守備打撃コーチ補佐（1992年）、二軍内野守備コーチ（1993年）を務める。
コーチを退任し、1995年の広岡達朗GM・ボビー・バレンタイン監督就任の際は、チーム／フロント広報を担当。以降は、フロント業務（法人営業／連盟担当／浦和球場施設管理担当）を経て、2007年に振興部地域振興課シニアマネジャーに就任。
2014年は、中国・台湾担当として中国江蘇省無錫市にある江蘇ホープスターズで選手育成及びコーチ指導。その他、無錫市内の大学・高校・少年野球指導など野球振興に携わる。
2016年は、球団事業本部営業部チーフとして、年間席シートや広告看板の営業を担当。
2020年、10月の誕生日を前にして7月31日付でロッテ球団を定年退職。退職セレモニーとしてZOZOマリンスタジアムでこの日行われた対東北楽天ゴールデンイーグルス第10回戦の試合前に始球式を行い、37年間在籍したロッテ球団から退いた。

## 詳細情報

### 年度別打撃成績
| 年 度     | 球 団     | 試 合 | 打 席 | 打 数 | 得 点 | 安 打 | 二 塁 打 | 三 塁 打 | 本 塁 打 | 塁 打 | 打 点 | 盗 塁 | 盗 塁 死 | 犠 打 | 犠 飛 | 四 球 | 敬 遠 | 死 球 | 三 振 | 併 殺 打 | 打 率 | 出 塁 率 | 長 打 率 | O P S |
| --------- | --------- | ----- | ----- | ----- | ----- | ----- | -------- | -------- | -------- | ----- | ----- | ----- | -------- | ----- | ----- | ----- | ----- | ----- | ----- | -------- | ----- | -------- | -------- | ----- |
| 1983      | ロッテ    | 6     | 11    | 11    | 1     | 3     | 1        | 0        | 0        | 4     | 1     | 0     | 0        | 0     | 0     | 0     | 0     | 0     | 1     | 1        | .273  | .273     | .364     | .636  |
| 1984      | ロッテ    | 4     | 2     | 1     | 1     | 0     | 0        | 0        | 0        | 0     | 0     | 0     | 0        | 0     | 0     | 0     | 0     | 1     | 0     | 0        | .000  | .500     | .000     | .500  |
| 1986      | ロッテ    | 18    | 47    | 39    | 7     | 11    | 1        | 0        | 1        | 15    | 5     | 0     | 0        | 3     | 0     | 5     | 0     | 0     | 7     | 1        | .282  | .364     | .385     | .748  |
| 1987      | ロッテ    | 50    | 80    | 72    | 12    | 21    | 5        | 0        | 3        | 35    | 13    | 1     | 0        | 1     | 0     | 5     | 0     | 2     | 13    | 3        | .292  | .354     | .486     | .841  |
| 1988      | ロッテ    | 12    | 12    | 9     | 0     | 1     | 0        | 0        | 0        | 1     | 2     | 0     | 0        | 0     | 0     | 3     | 0     | 0     | 1     | 0        | .111  | .333     | .111     | .444  |
| 1989      | ロッテ    | 21    | 47    | 37    | 5     | 9     | 1        | 0        | 0        | 10    | 7     | 0     | 0        | 4     | 1     | 5     | 0     | 0     | 10    | 0        | .243  | .326     | .270     | .596  |
| 通算：6年 | 通算：6年 | 111   | 199   | 169   | 26    | 45    | 8        | 0        | 4        | 65    | 28    | 1     | 0        | 8     | 1     | 18    | 0     | 3     | 32    | 5        | .266  | .346     | .385     | .730  |

### 記録
- 初出場：1983年10月10日、対南海ホークス25回戦（川崎球場）、9回表に二塁手として出場
- 初先発出場：1983年10月10日、対南海ホークス26回戦（川崎球場）、8番・二塁手として先発出場、4打数1安打
- 初打点：1983年10月15日、対阪急ブレーブス25回戦（阪急西宮球場）、3回表に水上善雄の代打として出場、永本裕章から適時二塁打
- 初本塁打・初勝利打点：1986年9月18日、対近鉄バファローズ23回戦（川崎球場）、2回裏に久保康生から逆転決勝2ラン

### 背番号
- 2 （1983年 - 1986年）
- 39 （1987年 - 1989年）
- 77 （1991年 - 1993年）